# Lac de Varna
Le lac de Varna est un lac naturel situé dans le nord-est de la Bulgarie, près de la ville de Varna.